# DR 807 bis 811
Die DRG 807–811 waren eine Ende der 1920er Jahre entwickelte Triebwagen-Baureihe der Deutschen Reichsbahn Gesellschaft für den Personenverkehr auf Nebenbahnen. Die Fahrzeuge waren nicht lange im Betrieb und ab Mitte der 1930er Jahre für den Einsatz im Personenverkehr ausgemustert.

## Geschichte
Diese Fahrzeuge wurden von der Deutschen Reichsbahn 1926 als Hochleistungstriebwagen bestellt, die Antriebsleistung wurde bei ihnen durch die Doppelmaschinenanlage gegenüber den 801–804 verdoppelt. Durch die schwere Wagenbaukonstruktion und die doppelte Maschinenanlage wurde jedoch ein Teil der Mehrleistung wieder aufgebraucht, so dass die spezifische Leistung gegenüber den 801 bis 804 nur unwesentlich von 2,14 kW/t auf 2,85 kW/t stieg.
Da sie mit den Leichtbautriebwagen nicht konkurrieren konnten, wurden sie Mitte der 1930er Jahre als Triebwagen für den Personenverkehr ausgemustert. Dazu kam die mechanische Antriebsanlage mit dem Soden-Getriebe, die schon bei anderen Fahrzeugen der ersten Generation nicht befriedigte. Nach der Ausmusterung als Triebwagen wurde bei ihnen die Maschinenanlage ausgebaut. Der 810 wurde der Reichsbahndirektion Frankfurt/Main zugeordnet.
1938 wurde der 811 als letztes Fahrzeug der Reihe ausgemustert. Für die Wehrmacht wurde er 1939 zu einem gepanzerten Triebwagen umgebaut. Hierbei wurden sämtliche Flächen mit Panzerung und die ehemaligen Fenster mit Seh- sowie Schießschlitzen versehen. Nach Einsätzen in der ersten Phase des Krieges wurde das Fahrzeug grundsätzlich überholt und zum dreiachsigen Panzer-Triebwagen 15 mit elektrischer Kraftübertragung umgebaut. Die neue schwerere Maschinenausrüstung (2 × 150 PS) machte den dreiachsigen Wagen erforderlich.

## Konstruktive Merkmale
Der Wagenkasten war eine Konstruktion eines Personenwagens mit Tonnendach, dem lediglich die bei den zugespitzten Fahrzeugenden liegenden Einstiegstüren auf Grund des Lokführerstandes nach hinten versetzt wurden. Die Radsätze waren in Rollenlagern geführt und als Lenkachsen ausgeführt. Die Inneneinrichtung bestand aus einem Großraumabteil der 3. Klasse und einem Doppelabteil der 2. Klasse zwischen den Einstiegs-/Führerräumen.
Die Doppelmaschinenanlage hing spiegelbildlich in einem Tragrahmen unter dem Wagenkasten. Eine Maschinenanlage bestand aus einem Sechszylinder-Viertakt-Dieselmotor von MAN und einem Getriebe der Bauart Soden. Der Antrieb der Treibradsätze erfolgte durch Gelenkwellen und Radsatzwendegetriebe. Die Leistungsverstellung des Dieselmotors wurde mechanisch vorgenommen. Die Gangvorwahl des Getriebes wurde mechanisch über eine Riegelwalze vollzogen, der Kupplungs- und Schaltvorgang war eine rein pneumatische Angelegenheit,